# 克莱门特·卡扎勒特
克莱门特·卡扎勒特（英語：Clement Cazalet，1869年7月16日—1950年3月23日），英国男子网球运动员。他曾代表英国参加1908年夏季奥林匹克运动会网球比赛，搭档查尔斯·狄克逊获得男子双打铜牌。